# (25145) 1998 SH43
(25145) 1998 SH43 est un astéroïde de la ceinture principale découvert en 1998.

## Description
(25145) 1998 SH43 a été découvert le 23 septembre 1998 à la station de Xinglong, dans la province chinoise d'Hebei (Chine), par le Beijing Schmidt CCD Asteroid Program.

### Caractéristiques orbitales
L'orbite de cet astéroïde est caractérisée par un demi-grand axe de 3,14 UA, un périhélie de 2,84 UA, une excentricité de 0,010 et une inclinaison de 16,40° par rapport à l'écliptique. Du fait de ces caractéristiques, à savoir un demi-grand axe compris entre 2 et 3,2 UA et un périhélie supérieur à 1,666 UA, il est classé, selon la JPL Small-Body Database, comme objet de la ceinture principale.

### Caractéristiques physiques
(25145) 1998 SH43 a une magnitude absolue (H) de 14,0 et un albédo estimé à 0,405.